# WTA Tour 1999
Il WTA Tour 1999 è iniziato il 4 gennaio con il Thalgo Australian Women's Hardcourts 1999 e l'ASB Classic 1999 e si è concluso il 21 novembre con la finale del WTA Tour Championships 1999.
Il WTA Tour è una serie di tornei femminili di tennis 
organizzati dalla WTA. Questa include i tornei del Grande Slam (organizzati in collaborazione con la International Tennis Federation (ITF)), il WTA Tour Championships e i tornei delle categorie Tier I, Tier II, Tier III e Tier IV.

## Gennaio
| Settimana  | Torneo                                                                                     | Categoria   | Vincitrici                                                   | Finaliste                            | Semifinaliste                    | Eliminate ai quarti                                                       |
| ---------- | ------------------------------------------------------------------------------------------ | ----------- | ------------------------------------------------------------ | ------------------------------------ | -------------------------------- | ------------------------------------------------------------------------- |
| 4 gennaio  | Thalgo Australian Women's Hardcourts 1999 Gold Coast, Australia Cemento Singolare - Doppio | Tier III    | Patty Schnyder 4-6, 7–6(5), 6-2                              | Mary Pierce                          | Irina Spîrlea Ai Sugiyama        | Nathalie Dechy Anke Huber Brie Rippner Magüi Serna                        |
| 4 gennaio  | Thalgo Australian Women's Hardcourts 1999 Gold Coast, Australia Cemento Singolare - Doppio | Tier III    | Corina Morariu Larisa Neiland 6-3, 6-3                       | Kristine Kunce Irina Spîrlea         | Irina Spîrlea Ai Sugiyama        | Nathalie Dechy Anke Huber Brie Rippner Magüi Serna                        |
| 4 gennaio  | ASB Classic 1999 Auckland, Nuova Zelanda Cemento Singolare - Doppio                        | Tier IV     | Julie Halard-Decugis 6-4, 6-1                                | Dominique van Roost                  | Barbara Schett Silvia Farina     | Kristina Brandi Lisa Raymond María Antonia Sánchez Lorenzo Chanda Rubin   |
| 4 gennaio  | ASB Classic 1999 Auckland, Nuova Zelanda Cemento Singolare - Doppio                        | Tier IV     | Silvia Farina Barbara Schett 6-2, 7–6(2)                     | Seda Noorlander Marlene Weingärtner  | Barbara Schett Silvia Farina     | Kristina Brandi Lisa Raymond María Antonia Sánchez Lorenzo Chanda Rubin   |
| 11 gennaio | Sydney International 1999 Sydney, Australia Cemento Singolare - Doppio                     | Tier II     | Lindsay Davenport 6-4, 6-3                                   | Martina Hingis                       | Steffi Graf Barbara Schett       | Patty Schnyder Venus Williams Arantxa Sánchez Vicario Dominique van Roost |
| 11 gennaio | Sydney International 1999 Sydney, Australia Cemento Singolare - Doppio                     | Tier II     | Elena Lichovceva Ai Sugiyama 6-3, 2-6, 6-0                   | Mary Joe Fernández Anke Huber        | Steffi Graf Barbara Schett       | Patty Schnyder Venus Williams Arantxa Sánchez Vicario Dominique van Roost |
| 11 gennaio | Tasmanian International 1999 Hobart, Australia Cemento Singolare - Doppio                  | Tier IV     | Chanda Rubin 6-2, 6-3                                        | Rita Grande                          | Julie Halard-Decugis Amy Frazier | Cara Black Sarah Pitkowski Virginia Ruano Pascual Nathalie Dechy          |
| 11 gennaio | Tasmanian International 1999 Hobart, Australia Cemento Singolare - Doppio                  | Tier IV     | Mariaan de Swardt Olena Tatarkova 6-1, 6-2                   | Alexia Dechaume-Balleret Émilie Loit | Julie Halard-Decugis Amy Frazier | Cara Black Sarah Pitkowski Virginia Ruano Pascual Nathalie Dechy          |
| 18 gennaio | Australian Open 1999 Melbourne, Australia Cemento Singolare - Doppio - Doppio misto        | Grande Slam | Martina Hingis 6-2, 6-3                                      | Amélie Mauresmo                      | Lindsay Davenport Monica Seles   | Venus Williams Dominique van Roost Steffi Graf Mary Pierce                |
| 18 gennaio | Australian Open 1999 Melbourne, Australia Cemento Singolare - Doppio - Doppio misto        | Grande Slam | Martina Hingis Anna Kurnikova 7-5, 6-3                       | Lindsay Davenport Nataša Zvereva     | Lindsay Davenport Monica Seles   | Venus Williams Dominique van Roost Steffi Graf Mary Pierce                |
| 18 gennaio | Australian Open 1999 Melbourne, Australia Cemento Singolare - Doppio - Doppio misto        | Grande Slam | Doppio Misto: David Adams Mariaan de Swardt 6-4, 4-6, 7–6(5) | Maks Mirny Serena Williams           | Lindsay Davenport Monica Seles   | Venus Williams Dominique van Roost Steffi Graf Mary Pierce                |

## Febbraio
| Settimana   | Torneo                                                                                    | Categoria | Vincitrici                                     | Finaliste                        | Semifinaliste                           | Eliminate ai quarti                                                   |
| ----------- | ----------------------------------------------------------------------------------------- | --------- | ---------------------------------------------- | -------------------------------- | --------------------------------------- | --------------------------------------------------------------------- |
| 1º febbraio | Toray Pan Pacific Open 1999 Tokyo, Giappone Cemento (indoor) Singolare - Doppio           | Tier I    | Martina Hingis 6-2, 6-1                        | Amanda Coetzer                   | Monica Seles Jana Novotná               | Lindsay Davenport Anna Kurnikova Nataša Zvereva Steffi Graf           |
| 1º febbraio | Toray Pan Pacific Open 1999 Tokyo, Giappone Cemento (indoor) Singolare - Doppio           | Tier I    | Lindsay Davenport Nataša Zvereva 6-2, 6-3      | Martina Hingis Jana Novotná      | Monica Seles Jana Novotná               | Lindsay Davenport Anna Kurnikova Nataša Zvereva Steffi Graf           |
| 8 febbraio  | Nokia Cup 1999 Prostějov, Repubblica Ceca Terra Singolare - Doppio                        | Tier IV   | Henrieta Nagyová 7–6(2), 6-4                   | Silvia Farina                    | Alexia Dechaume-Balleret Amanda Hopmans | Amélie Cocheteux Nathalie Dechy Lenka Němečková Julia Abe             |
| 8 febbraio  | Nokia Cup 1999 Prostějov, Repubblica Ceca Terra Singolare - Doppio                        | Tier IV   | Alexandra Fusai Nathalie Tauziat 3-6, 6-2, 6-1 | Květa Peschke Helena Vildová     | Alexia Dechaume-Balleret Amanda Hopmans | Amélie Cocheteux Nathalie Dechy Lenka Němečková Julia Abe             |
| 15 febbraio | Faber Grand Prix 1999 Hannover, Germania Sintetico indoor Singolare - Doppio              | Tier II   | Jana Novotná 6-4, 6-4                          | Venus Williams                   | Elena Lichovceva Steffi Graf            | Sandrine Testud Miriam Oremans Barbara Schett Barbara Rittner         |
| 15 febbraio | Faber Grand Prix 1999 Hannover, Germania Sintetico indoor Singolare - Doppio              | Tier II   | Serena Williams Venus Williams 5-7, 6-2, 6-2   | Alexandra Fusai Nathalie Tauziat | Elena Lichovceva Steffi Graf            | Sandrine Testud Miriam Oremans Barbara Schett Barbara Rittner         |
| 15 febbraio | Copa Colsanitas 1999 Bogotà, Colombia Terra rossa Singolare - Doppio                      | Tier IV   | Fabiola Zuluaga 6-1, 6-3                       | Christína Papadáki               | Meghann Shaughnessy Paola Suárez        | Li Fang Larissa Schaerer Vanessa Menga Tathiana Garbin                |
| 15 febbraio | Copa Colsanitas 1999 Bogotà, Colombia Terra rossa Singolare - Doppio                      | Tier IV   | Seda Noorlander Christína Papadáki 6-4, 7–6(5) | Laura Montalvo Paola Suárez      | Meghann Shaughnessy Paola Suárez        | Li Fang Larissa Schaerer Vanessa Menga Tathiana Garbin                |
| 22 febbraio | Open Gaz de France 1999 Parigi, Francia Cemento (indoor) Singolare - Doppio               | Tier II   | Serena Williams 6-2, 3-6, 7–6(4)               | Amélie Mauresmo                  | Dominique van Roost Nathalie Dechy      | Martina Hingis Elena Lichovceva Amélie Cocheteux Julie Halard-Decugis |
| 22 febbraio | Open Gaz de France 1999 Parigi, Francia Cemento (indoor) Singolare - Doppio               | Tier II   | Irina Spîrlea Caroline Vis 7-5, 3-6, 6-3       | Elena Lichovceva Ai Sugiyama     | Dominique van Roost Nathalie Dechy      | Martina Hingis Elena Lichovceva Amélie Cocheteux Julie Halard-Decugis |
| 22 febbraio | IGA U.S. Indoor Championships 1999 Oklahoma City, USA Cemento (indoor) Singolare - Doppio | Tier III  | Venus Williams 6-4, 6-0                        | Amanda Coetzer                   | Lilia Osterloh Anna Kurnikova           | Alexandra Stevenson Jane Chi Cara Black Chanda Rubin                  |
| 22 febbraio | IGA U.S. Indoor Championships 1999 Oklahoma City, USA Cemento (indoor) Singolare - Doppio | Tier III  | Lisa Raymond Rennae Stubbs 6-3, 6-4            | Amanda Coetzer Jessica Steck     | Lilia Osterloh Anna Kurnikova           | Alexandra Stevenson Jane Chi Cara Black Chanda Rubin                  |

## Marzo
| Settimana | Torneo                                                                            | Categoria | Vincitrici                                   | Finaliste                       | Semifinaliste                | Eliminate ai quarti                                           |
| --------- | --------------------------------------------------------------------------------- | --------- | -------------------------------------------- | ------------------------------- | ---------------------------- | ------------------------------------------------------------- |
| 5 marzo   | Champions Cup and the Evert Cup 1999 Indian Wells, USA Cemento Singolare - Doppio | Tier I    | Serena Williams 6-3, 3-6, 7-5                | Steffi Graf                     | Chanda Rubin Sandrine Testud | Martina Hingis Jana Novotná Henrieta Nagyová Mary Pierce      |
| 5 marzo   | Champions Cup and the Evert Cup 1999 Indian Wells, USA Cemento Singolare - Doppio | Tier I    | Martina Hingis Anna Kurnikova 6-2, 6-2       | Mary Joe Fernández Jana Novotná | Chanda Rubin Sandrine Testud | Martina Hingis Jana Novotná Henrieta Nagyová Mary Pierce      |
| 18 marzo  | Lipton Championships 1999 Miami, USA Cemento Singolare - Doppio                   | Tier I    | Venus Williams 6-1, 4-6, 6-4                 | Serena Williams                 | Martina Hingis Steffi Graf   | Barbara Schett Amanda Coetzer Jana Novotná Lindsay Davenport  |
| 18 marzo  | Lipton Championships 1999 Miami, USA Cemento Singolare - Doppio                   | Tier I    | Martina Hingis Jana Novotná 0-6, 6-4, 7-6(1) | Mary Joe Fernández Monica Seles | Martina Hingis Steffi Graf   | Barbara Schett Amanda Coetzer Jana Novotná Lindsay Davenport  |
| 29 marzo  | Family Circle Cup 1999 Hilton Head, USA Terra verde Singolare - Doppio            | Tier I    | Martina Hingis 6-4, 6-3                      | Anna Kurnikova                  | Jana Novotná Patty Schnyder  | Nataša Zvereva Henrieta Nagyová Andrea Glass Elena Lichovceva |
| 29 marzo  | Family Circle Cup 1999 Hilton Head, USA Terra verde Singolare - Doppio            | Tier I    | Elena Lichovceva Jana Novotná 6-1, 6-4       | Barbara Schett Patty Schnyder   | Jana Novotná Patty Schnyder  | Nataša Zvereva Henrieta Nagyová Andrea Glass Elena Lichovceva |

## Aprile
| Settimana | Torneo                                                                             | Categoria | Vincitrici                                                 | Finaliste                             | Semifinaliste                              | Eliminate ai quarti                                                   |
| --------- | ---------------------------------------------------------------------------------- | --------- | ---------------------------------------------------------- | ------------------------------------- | ------------------------------------------ | --------------------------------------------------------------------- |
| 5 aprile  | Bausch & Lomb Championships 1999 Amelia Island, USA Terra verde Singolare - Doppio | Tier II   | Monica Seles 6-2, 6-3                                      | Ruxandra Dragomir                     | Anna Kurnikova Conchita Martínez           | Patty Schnyder Fabiola Zuluaga Mary Pierce Amanda Coetzer             |
| 5 aprile  | Bausch & Lomb Championships 1999 Amelia Island, USA Terra verde Singolare - Doppio | Tier II   | Conchita Martínez Patricia Tarabini 7-5, 0-6, 6-4          | Lisa Raymond Rennae Stubbs            | Anna Kurnikova Conchita Martínez           | Patty Schnyder Fabiola Zuluaga Mary Pierce Amanda Coetzer             |
| 5 aprile  | Estoril Open 1999 Oeiras, Portogallo Terra rossa Singolare - Doppio                | Tier IV   | Katarina Srebotnik 6-3, 6-1                                | Rita Kuti-Kis                         | Mariana Díaz Oliva Ljubomira Bačeva        | Anca Barna Anne Kremer Silvija Talaja Cristina Torrens Valero         |
| 5 aprile  | Estoril Open 1999 Oeiras, Portogallo Terra rossa Singolare - Doppio                | Tier IV   | Alicia Ortuño Cristina Torrens Valero 7–6(4), 3-6, 6-3     | Anna Földényi Rita Kuti-Kis           | Mariana Díaz Oliva Ljubomira Bačeva        | Anca Barna Anne Kremer Silvija Talaja Cristina Torrens Valero         |
| 12 aprile | Japan Open Tennis Championships 1999 Tokyo, Giappone Cemento Singolare - Doppio    | Tier III  | Amy Frazier 6-2, 6-2                                       | Ai Sugiyama                           | Jane Chi Corina Morariu                    | Janet Lee Sandra Kleinová Wang Shi-ting Meilen Tu                     |
| 12 aprile | Japan Open Tennis Championships 1999 Tokyo, Giappone Cemento Singolare - Doppio    | Tier III  | Corina Morariu Kimberly Po 6-3, 6-2                        | Catherine Barclay Kerry-Anne Guse     | Jane Chi Corina Morariu                    | Janet Lee Sandra Kleinová Wang Shi-ting Meilen Tu                     |
| 19 aprile | Dreamland Egypt Classic 1999 Il Cairo, Egitto Terra Singolare - Doppio             | Tier III  | Arantxa Sánchez Vicario 6-1, 6-0                           | Irina Spîrlea                         | Emmanuelle Gagliardi Maureen Drake         | Jelena Dokić Laurence Courtois Patty Schnyder Mary Pierce             |
| 19 aprile | Dreamland Egypt Classic 1999 Il Cairo, Egitto Terra Singolare - Doppio             | Tier III  | Laurence Courtois Arantxa Sánchez Vicario 5-7, 6-1, 7–6(3) | Irina Spîrlea Caroline Vis            | Emmanuelle Gagliardi Maureen Drake         | Jelena Dokić Laurence Courtois Patty Schnyder Mary Pierce             |
| 19 aprile | Westel 900 Budapest Open 1999 Budapest, Ungheria Terra rossa Singolare - Doppio    | Tier IV   | Sarah Pitkowski 6-2, 6-2                                   | Cristina Torrens Valero               | Denisa Chládková Rita Kuti-Kis             | Eva Martincová Amanda Hopmans Lenka Němečková Evgenija Kulikovskaja   |
| 19 aprile | Westel 900 Budapest Open 1999 Budapest, Ungheria Terra rossa Singolare - Doppio    | Tier IV   | Evgenija Kulikovskaja Sandra Načuk 6-3, 6-4                | Laura Montalvo Virginia Ruano Pascual | Denisa Chládková Rita Kuti-Kis             | Eva Martincová Amanda Hopmans Lenka Němečková Evgenija Kulikovskaja   |
| 26 aprile | Betty Barclay Cup 1999 Amburgo, Germania Terra rossa Singolare - Doppio            | Tier II   | Venus Williams 6-0, 6-3                                    | Mary Pierce                           | Barbara Schett Arantxa Sánchez Vicario     | Jana Novotná Conchita Martínez Silvia Farina Amanda Coetzer           |
| 26 aprile | Betty Barclay Cup 1999 Amburgo, Germania Terra rossa Singolare - Doppio            | Tier II   | Arantxa Sánchez Vicario Larisa Neiland 6-2, 6-1            | Amanda Coetzer Jana Novotná           | Barbara Schett Arantxa Sánchez Vicario     | Jana Novotná Conchita Martínez Silvia Farina Amanda Coetzer           |
| 26 aprile | Croatian Bol Ladies Open 1999 Bol, Croazia Terra rossa Singolare - Doppio          | Tier IV   | Corina Morariu 6-2, 6-0                                    | Julie Halard-Decugis                  | Sarah Pitkowski Conchita Martínez Granados | Cristina Torrens Valero Sandra Kleinová Adriana Gerši Jelena Kostanić |
| 26 aprile | Croatian Bol Ladies Open 1999 Bol, Croazia Terra rossa Singolare - Doppio          | Tier IV   | Jelena Kostanić Michaela Paštiková 7-5, 6(1)–7, 6-2        | Meghann Shaughnessy Andreea Vanc      | Sarah Pitkowski Conchita Martínez Granados | Cristina Torrens Valero Sandra Kleinová Adriana Gerši Jelena Kostanić |

## Maggio
| Settimana | Torneo                                                                      | Categoria   | Vincitrici                                                 | Finaliste                                | Semifinaliste                             | Eliminate ai quarti                                                  |
| --------- | --------------------------------------------------------------------------- | ----------- | ---------------------------------------------------------- | ---------------------------------------- | ----------------------------------------- | -------------------------------------------------------------------- |
| 3 maggio  | Internazionali d'Italia 1999 Roma, Italia Singolare - Doppio                | Tier I      | Venus Williams 6-4, 6-2                                    | Mary Pierce                              | Martina Hingis Amélie Mauresmo            | Serena Williams Dominique van Roost Sandrine Testud Sylvia Plischke  |
| 3 maggio  | Internazionali d'Italia 1999 Roma, Italia Singolare - Doppio                | Tier I      | Martina Hingis Anna Kurnikova 6-2, 6-2                     | Alexandra Fusai Nathalie Tauziat         | Martina Hingis Amélie Mauresmo            | Serena Williams Dominique van Roost Sandrine Testud Sylvia Plischke  |
| 3 maggio  | Warsaw Open 1999 Varsavia, Polonia Terra rossa Singolare - Doppio           | Tier IV     | Cristina Torrens Valero 7-5, 7–6(3)                        | Inés Gorrochategui                       | Silvija Talaja Tina Pisnik                | Ol'ga Barabanščikova Amélie Cocheteux Henrieta Nagyová Jelena Dokić  |
| 3 maggio  | Warsaw Open 1999 Varsavia, Polonia Terra rossa Singolare - Doppio           | Tier IV     | Cătălina Cristea Irina Seljutina 6-1, 6-2                  | Amélie Cocheteux Janette Husárová        | Silvija Talaja Tina Pisnik                | Ol'ga Barabanščikova Amélie Cocheteux Henrieta Nagyová Jelena Dokić  |
| 10 maggio | WTA German Open 1999 Berlino, Germania Singolare - Doppio                   | Tier I      | Martina Hingis 6-0, 6-1                                    | Julie Halard-Decugis                     | Arantxa Sánchez Vicario Ruxandra Dragomir | Barbara Schett Serena Williams Steffi Graf Patty Schnyder            |
| 10 maggio | WTA German Open 1999 Berlino, Germania Singolare - Doppio                   | Tier I      | Alexandra Fusai Nathalie Tauziat 6-3, 7-5                  | Jana Novotná Patricia Tarabini           | Arantxa Sánchez Vicario Ruxandra Dragomir | Barbara Schett Serena Williams Steffi Graf Patty Schnyder            |
| 10 maggio | Belgian Open 1999 Anversa, Belgio Cemento (indoor) Singolare - Doppio       | Tier IV     | Justine Henin 6-1, 6-2                                     | Sarah Pitkowski                          | Els Callens Kristie Boogert               | Kim Clijsters Åsa Svensson Ol'ga Barabanščikova Sabine Appelmans     |
| 10 maggio | Belgian Open 1999 Anversa, Belgio Cemento (indoor) Singolare - Doppio       | Tier IV     | Laura Golarsa Katarina Srebotnik 6-4, 6-2                  | Louise Pleming Meghann Shaughnessy       | Els Callens Kristie Boogert               | Kim Clijsters Åsa Svensson Ol'ga Barabanščikova Sabine Appelmans     |
| 17 maggio | Internationaux de Strasbourg 1999 Strasburgo, Francia Singolare - Doppio    | Tier III    | Jennifer Capriati 6-1, 6-3                                 | Elena Lichovceva                         | Denisa Chládková Mary Joe Fernández       | Nathalie Tauziat Ai Sugiyama Nathalie Dechy Corina Morariu           |
| 17 maggio | Internationaux de Strasbourg 1999 Strasburgo, Francia Singolare - Doppio    | Tier III    | Elena Lichovceva Ai Sugiyama 2-6, 7–6(6), 6-1              | Alexandra Fusai Nathalie Tauziat         | Denisa Chládková Mary Joe Fernández       | Nathalie Tauziat Ai Sugiyama Nathalie Dechy Corina Morariu           |
| 17 maggio | Madrid Open 1999 Madrid, Spagna Terra Singolare - Doppio                    | Tier III    | Lindsay Davenport 6-1, 6-3                                 | Paola Suárez                             | Amy Frazier Chanda Rubin                  | Anna Smashnova Silvia Farina Emmanuelle Gagliardi Magüi Serna        |
| 17 maggio | Madrid Open 1999 Madrid, Spagna Terra Singolare - Doppio                    | Tier III    | Virginia Ruano Pascual Paola Suárez 6-2, 0-6, 6-0          | María-Fernanda Landa Marlene Weingärtner | Amy Frazier Chanda Rubin                  | Anna Smashnova Silvia Farina Emmanuelle Gagliardi Magüi Serna        |
| 24 maggio | Open di Francia 1999 Parigi, Francia Terra rossa Singolare - Doppio - Misto | Grande Slam | Steffi Graf 4-6, 7-5, 6-2                                  | Martina Hingis                           | Arantxa Sánchez Vicario Monica Seles      | Barbara Schwartz Sylvia Plischke Conchita Martínez Lindsay Davenport |
| 24 maggio | Open di Francia 1999 Parigi, Francia Terra rossa Singolare - Doppio - Misto | Grande Slam | Serena Williams Venus Williams 6-3, 6(2)–7, 8-6            | Martina Hingis Anna Kurnikova            | Arantxa Sánchez Vicario Monica Seles      | Barbara Schwartz Sylvia Plischke Conchita Martínez Lindsay Davenport |
| 24 maggio | Open di Francia 1999 Parigi, Francia Terra rossa Singolare - Doppio - Misto | Grande Slam | Doppio Misto: Piet Norval Katarina Srebotnik 6-3, 3-6, 6-3 | Rick Leach Larisa Neiland                | Arantxa Sánchez Vicario Monica Seles      | Barbara Schwartz Sylvia Plischke Conchita Martínez Lindsay Davenport |

## Giugno
| Settimana | Torneo                                                                                    | Categoria   | Vincitrici                                            | Finaliste                          | Semifinaliste                            | Eliminate ai quarti                                                        |
| --------- | ----------------------------------------------------------------------------------------- | ----------- | ----------------------------------------------------- | ---------------------------------- | ---------------------------------------- | -------------------------------------------------------------------------- |
| 7 giugno  | DFS Classic 1999 Birmingham, Gran Bretagna Erba Singolare - Doppio                        | Tier III    | Julie Halard-Decugis 6-2, 3-6, 6-4                    | Nathalie Tauziat                   | Magüi Serna Cara Black                   | Nicole Arendt Alexandra Stevenson Nataša Zvereva Inés Gorrochategui        |
| 7 giugno  | DFS Classic 1999 Birmingham, Gran Bretagna Erba Singolare - Doppio                        | Tier III    | Corina Morariu Larisa Neiland 6-4, 6-4                | Alexandra Fusai Inés Gorrochategui | Magüi Serna Cara Black                   | Nicole Arendt Alexandra Stevenson Nataša Zvereva Inés Gorrochategui        |
| 7 giugno  | Tashkent Open 1999 Tashkent, Uzbekistan Cemento Singolare - Doppio                        | Tier IV     | Anna Smashnova 6-3, 6-3                               | Laurence Courtois                  | Angelika Bachmann Tina Pisnik            | Tathiana Garbin Elena Makarova Raluca Sandu Elena Dement'eva               |
| 7 giugno  | Tashkent Open 1999 Tashkent, Uzbekistan Cemento Singolare - Doppio                        | Tier IV     | Evgenija Kulikovskaja Patricia Wartusch 7–6(3), 6-0   | Eva Bes-Ostariz Gisela Riera-Roura | Angelika Bachmann Tina Pisnik            | Tathiana Garbin Elena Makarova Raluca Sandu Elena Dement'eva               |
| 14 giugno | International Women's Open 1999 Eastbourne, Gran Bretagna Erba Singolare - Doppio         | Tier II     | Nataša Zvereva 0-6, 7-5, 6-3                          | Nathalie Tauziat                   | Amanda Coetzer Anna Kurnikova            | Anne Kremer Mariaan de Swardt Elena Lichovceva Nathalie Dechy              |
| 14 giugno | International Women's Open 1999 Eastbourne, Gran Bretagna Erba Singolare - Doppio         | Tier II     | Martina Hingis Anna Kurnikova 6-4 rit.                | Jana Novotná Nataša Zvereva        | Amanda Coetzer Anna Kurnikova            | Anne Kremer Mariaan de Swardt Elena Lichovceva Nathalie Dechy              |
| 14 giugno | Heineken Trophy 1999 's-Hertogenbosch, Paesi Bassi Erba Singolare - Doppio                | Tier III    | Kristina Brandi 6-0, 3-6, 6-1                         | Silvija Talaja                     | Miriam Oremans Magdalena Maleeva         | Emmanuelle Gagliardi Kristie Boogert Laurence Courtois Dominique van Roost |
| 14 giugno | Heineken Trophy 1999 's-Hertogenbosch, Paesi Bassi Erba Singolare - Doppio                | Tier III    | Silvia Farina Rita Grande 7-5, 7–6(2)                 | Cara Black Kristie Boogert         | Miriam Oremans Magdalena Maleeva         | Emmanuelle Gagliardi Kristie Boogert Laurence Courtois Dominique van Roost |
| 21 giugno | Torneo di Wimbledon 1999 Wimbledon, Londra, Gran Bretagna Erba Singolare - Doppio - Misto | Grande Slam | Lindsay Davenport 6-4, 7-5                            | Steffi Graf                        | Alexandra Stevenson Mirjana Lučić-Baroni | Jelena Dokić Jana Novotná Nathalie Tauziat Venus Williams                  |
| 21 giugno | Torneo di Wimbledon 1999 Wimbledon, Londra, Gran Bretagna Erba Singolare - Doppio - Misto | Grande Slam | Lindsay Davenport Corina Morariu 6-4, 6-4             | Mariaan de Swardt Olena Tatarkova  | Alexandra Stevenson Mirjana Lučić-Baroni | Jelena Dokić Jana Novotná Nathalie Tauziat Venus Williams                  |
| 21 giugno | Torneo di Wimbledon 1999 Wimbledon, Londra, Gran Bretagna Erba Singolare - Doppio - Misto | Grande Slam | Doppio Misto: Leander Paes Lisa Raymond 6-4, 3-6, 6-3 | Jonas Björkman Anna Kurnikova      | Alexandra Stevenson Mirjana Lučić-Baroni | Jelena Dokić Jana Novotná Nathalie Tauziat Venus Williams                  |

## Luglio
| Settimana | Torneo                                                                                  | Categoria | Vincitrici                                   | Finaliste                                      | Semifinaliste                       | Eliminate ai quarti                                                            |
| --------- | --------------------------------------------------------------------------------------- | --------- | -------------------------------------------- | ---------------------------------------------- | ----------------------------------- | ------------------------------------------------------------------------------ |
| 5 luglio  | WTA Austrian Open 1999 Pörtschach, Austria Singolare - Doppio                           | Tier IV   | Karina Habšudová 2-6, 6-4, 6-4               | Silvija Talaja                                 | Henrieta Nagyová Adriana Gerši      | Anke Huber Emmanuelle Gagliardi Anna Földényi Silvia Farina                    |
| 5 luglio  | WTA Austrian Open 1999 Pörtschach, Austria Singolare - Doppio                           | Tier IV   | Silvia Farina Karina Habšudová 6-4, 6-4      | Olga Lugina Laura Montalvo                     | Henrieta Nagyová Adriana Gerši      | Anke Huber Emmanuelle Gagliardi Anna Földényi Silvia Farina                    |
| 12 luglio | Orange Warsaw Open 1999 Sopot, Polonia Terra rossa Singolare - Doppio                   | Tier III  | Conchita Martínez 6-1, 6-1                   | Karina Habšudová                               | Silvija Talaja Sandrine Testud      | Marlene Weingärtner Cristina Torrens Valero Gala León García Ľudmila Cervanová |
| 12 luglio | Orange Warsaw Open 1999 Sopot, Polonia Terra rossa Singolare - Doppio                   | Tier III  | Laura Montalvo Paola Suárez 6-4, 6-3         | Gala León García María Antonia Sánchez Lorenzo | Silvija Talaja Sandrine Testud      | Marlene Weingärtner Cristina Torrens Valero Gala León García Ľudmila Cervanová |
| 12 luglio | Internazionali Femminili di Palermo 1999 Palermo, Italia Terra rossa Singolare - Doppio | Tier IV   | Anastasija Myskina 3-6, 7–6(3), 6-2          | Ángeles Montolio                               | Elena Dement'eva Katarina Srebotnik | Sarah Pitkowski Rita Kuti-Kis Giulia Casoni Laurence Courtois                  |
| 12 luglio | Internazionali Femminili di Palermo 1999 Palermo, Italia Terra rossa Singolare - Doppio | Tier IV   | Tina Križan Katarina Srebotnik 4-6, 6-3, 6-0 | Giulia Casoni Maria Paola Zavagli              | Elena Dement'eva Katarina Srebotnik | Sarah Pitkowski Rita Kuti-Kis Giulia Casoni Laurence Courtois                  |
| 26 luglio | Bank of the West Classic 1999 Stanford (California), USA Cemento Singolare - Doppio     | Tier II   | Lindsay Davenport 7-6(1), 6-2                | Venus Williams                                 | Amy Frazier Amanda Coetzer          | Corina Morariu Anne Kremer Sandrine Testud Anna Kurnikova                      |
| 26 luglio | Bank of the West Classic 1999 Stanford (California), USA Cemento Singolare - Doppio     | Tier II   | Lindsay Davenport Corina Morariu 6-4, 6-4    | Anna Kurnikova Elena Lichovceva                | Amy Frazier Amanda Coetzer          | Corina Morariu Anne Kremer Sandrine Testud Anna Kurnikova                      |

## Agosto
| Settimana | Torneo                                                                                  | Categoria   | Vincitrici                                              | Finaliste                              | Semifinaliste                    | Eliminate ai quarti                                                   |
| --------- | --------------------------------------------------------------------------------------- | ----------- | ------------------------------------------------------- | -------------------------------------- | -------------------------------- | --------------------------------------------------------------------- |
| 2 agosto  | Acura Classic 1999 San Diego, Stati Uniti Cemento Singolare - Doppio                    | Tier II     | Martina Hingis 6-4, 6-0                                 | Venus Williams                         | Lindsay Davenport Amanda Coetzer | Anke Huber Sandrine Testud Amy Frazier Dominique van Roost            |
| 2 agosto  | Acura Classic 1999 San Diego, Stati Uniti Cemento Singolare - Doppio                    | Tier II     | Lindsay Davenport Corina Morariu 6-4, 6-1               | Serena Williams Venus Williams         | Lindsay Davenport Amanda Coetzer | Anke Huber Sandrine Testud Amy Frazier Dominique van Roost            |
| 2 agosto  | French Community Championships 1999 Knokke-Heist, Belgio Terra rossa Singolare - Doppio | Tier IV     | María Antonia Sánchez Lorenzo 6(2)–7, 6-4, 6-2          | Denisa Chládková                       | Barbara Rittner Silvija Talaja   | Sabine Appelmans Marta Marrero Karina Habšudová Mariam Ramón Climent  |
| 2 agosto  | French Community Championships 1999 Knokke-Heist, Belgio Terra rossa Singolare - Doppio | Tier IV     | Eva Martincová Elena Wagner 3-6, 6-3, 6-3               | Evgenija Kulikovskaja Sandra Načuk     | Barbara Rittner Silvija Talaja   | Sabine Appelmans Marta Marrero Karina Habšudová Mariam Ramón Climent  |
| 9 agosto  | East West Bank Classic 1999 Manhattan Beach, USA Cemento Singolare - Doppio             | Tier II     | Serena Williams 6-1, 6-4                                | Julie Halard-Decugis                   | Lindsay Davenport Martina Hingis | Conchita Martínez Mary Pierce Arantxa Sánchez Vicario Barbara Schett  |
| 9 agosto  | East West Bank Classic 1999 Manhattan Beach, USA Cemento Singolare - Doppio             | Tier II     | Arantxa Sánchez Vicario Larisa Neiland 6-2, 6(5)–7, 6-0 | Lisa Raymond Rennae Stubbs             | Lindsay Davenport Martina Hingis | Conchita Martínez Mary Pierce Arantxa Sánchez Vicario Barbara Schett  |
| 16 agosto | Canada Open 1999 Toronto, Canada Cemento Singolare - Doppio                             | Tier I      | Martina Hingis 6-4, 6-4                                 | Monica Seles                           | Mary Pierce Anne-Gaëlle Sidot    | Arantxa Sánchez Vicario Sandrine Testud Amanda Coetzer Barbara Schett |
| 16 agosto | Canada Open 1999 Toronto, Canada Cemento Singolare - Doppio                             | Tier I      | Jana Novotná Mary Pierce 6-3, 2-6, 6-3                  | Arantxa Sánchez Vicario Larisa Neiland | Mary Pierce Anne-Gaëlle Sidot    | Arantxa Sánchez Vicario Sandrine Testud Amanda Coetzer Barbara Schett |
| 23 agosto | Pilot Pen Tennis 1999 New Haven, USA Cemento Singolare - Doppio                         | Tier II     | Venus Williams 6-2, 7-5                                 | Lindsay Davenport                      | Ruxandra Dragomir Monica Seles   | Amélie Mauresmo Sandrine Testud Amanda Coetzer Magüi Serna            |
| 23 agosto | Pilot Pen Tennis 1999 New Haven, USA Cemento Singolare - Doppio                         | Tier II     | Lisa Raymond Rennae Stubbs 7-6(1), 6-2                  | Elena Lichovceva Jana Novotná          | Ruxandra Dragomir Monica Seles   | Amélie Mauresmo Sandrine Testud Amanda Coetzer Magüi Serna            |
| 30 agosto | US Open 1999 Flushing Meadows, New York, USA Cemento Singolare - Doppio - Misto         | Grande Slam | Serena Williams 6-3, 7–6(4)                             | Martina Hingis                         | Venus Williams Lindsay Davenport | Anke Huber Barbara Schett Monica Seles Mary Pierce                    |
| 30 agosto | US Open 1999 Flushing Meadows, New York, USA Cemento Singolare - Doppio - Misto         | Grande Slam | Serena Williams Venus Williams 4-6, 6-1, 6-4            | Chanda Rubin Sandrine Testud           | Venus Williams Lindsay Davenport | Anke Huber Barbara Schett Monica Seles Mary Pierce                    |
| 30 agosto | US Open 1999 Flushing Meadows, New York, USA Cemento Singolare - Doppio - Misto         | Grande Slam | Doppio Misto: Mahesh Bhupathi Ai Sugiyama 6-4, 6-4      | Donald Johnson Kimberly Po             | Venus Williams Lindsay Davenport | Anke Huber Barbara Schett Monica Seles Mary Pierce                    |

## Settembre
| Settimana    | Torneo                                                                                            | Categoria | Vincitrici                                           | Finaliste                      | Semifinaliste                       | Eliminate ai quarti                                                   |
| ------------ | ------------------------------------------------------------------------------------------------- | --------- | ---------------------------------------------------- | ------------------------------ | ----------------------------------- | --------------------------------------------------------------------- |
| 20 settembre | Toyota Princess Cup 1999 Tokyo, Giappone Cemento Singolare - Doppio                               | Tier II   | Lindsay Davenport 7-5, 7-6(1)                        | Monica Seles                   | Amy Frazier Ai Sugiyama             | Amélie Mauresmo Amanda Coetzer Julie Halard-Decugis Conchita Martínez |
| 20 settembre | Toyota Princess Cup 1999 Tokyo, Giappone Cemento Singolare - Doppio                               | Tier II   | Conchita Martínez Patricia Tarabini 6(5)–7, 6-4, 6-2 | Amanda Coetzer Jelena Dokić    | Amy Frazier Ai Sugiyama             | Amélie Mauresmo Amanda Coetzer Julie Halard-Decugis Conchita Martínez |
| 20 settembre | Fortis Championships Luxembourg 1999 Lussemburgo, Lussemburgo Cemento (indoor) Singolare - Doppio | Tier III  | Kim Clijsters 6-2, 6-2                               | Dominique van Roost            | Sabine Appelmans Lina Krasnoruckaja | Els Callens Justine Henin Silvia Farina Tina Pisnik                   |
| 20 settembre | Fortis Championships Luxembourg 1999 Lussemburgo, Lussemburgo Cemento (indoor) Singolare - Doppio | Tier III  | Irina Spîrlea Caroline Vis 6-1, 6-2                  | Tina Križan Katarina Srebotnik | Sabine Appelmans Lina Krasnoruckaja | Els Callens Justine Henin Silvia Farina Tina Pisnik                   |
| 27 settembre | Grand Slam Cup 1999 Monaco di Baviera, Germania Singolare                                         | N/A       | Serena Williams 6-1, 3-6, 6-3                        | Venus Williams                 | Martina Hingis Lindsay Davenport    | Amélie Mauresmo Barbara Schett Arantxa Sánchez Vicario Mary Pierce    |

## Ottobre
| Settimana  | Torneo                                                                                   | Categoria | Vincitrici                                    | Finaliste                              | Semifinaliste                            | Eliminate ai quarti                                                     |
| ---------- | ---------------------------------------------------------------------------------------- | --------- | --------------------------------------------- | -------------------------------------- | ---------------------------------------- | ----------------------------------------------------------------------- |
| 4 ottobre  | Porsche Tennis Grand Prix 1999 Filderstadt, Germania Cemento (indoor) Singolare - Doppio | Tier II   | Martina Hingis 6-4, 6-1                       | Mary Pierce                            | Sandrine Testud Anke Huber               | Nathalie Dechy Sabine Appelmans Barbara Schett Lindsay Davenport        |
| 4 ottobre  | Porsche Tennis Grand Prix 1999 Filderstadt, Germania Cemento (indoor) Singolare - Doppio | Tier II   | Chanda Rubin Sandrine Testud 6-3, 6-4         | Arantxa Sánchez Vicario Larisa Neiland | Sandrine Testud Anke Huber               | Nathalie Dechy Sabine Appelmans Barbara Schett Lindsay Davenport        |
| 4 ottobre  | Brasil Open 1999 San Paolo, Brasile Cemento Singolare - Doppio                           | Tier IV   | Fabiola Zuluaga 7-5, 4-6, 7-5                 | Patricia Wartusch                      | Gala León García Cristina Torrens Valero | Gisela Riera-Roura Rita Kuti-Kis Antonella Serra Zanetti Petra Mandula  |
| 4 ottobre  | Brasil Open 1999 San Paolo, Brasile Cemento Singolare - Doppio                           | Tier IV   | Laura Montalvo Paola Suárez 6(1)–7, 7-5, 7-5  | Janette Husárová Florencia Labat       | Gala León García Cristina Torrens Valero | Gisela Riera-Roura Rita Kuti-Kis Antonella Serra Zanetti Petra Mandula  |
| 11 ottobre | Open di Zurigo 1999 Zurigo, Svizzera Cemento Singolare - Doppio                          | Tier I    | Venus Williams 6-3, 6-4                       | Martina Hingis                         | Nathalie Tauziat Mary Pierce             | Corina Morariu Amanda Coetzer Dominique van Roost Julie Halard-Decugis  |
| 11 ottobre | Open di Zurigo 1999 Zurigo, Svizzera Cemento Singolare - Doppio                          | Tier I    | Lisa Raymond Rennae Stubbs 6-2, 6-2           | Nathalie Tauziat Nataša Zvereva        | Nathalie Tauziat Mary Pierce             | Corina Morariu Amanda Coetzer Dominique van Roost Julie Halard-Decugis  |
| 18 ottobre | Kremlin Cup 1999 Mosca, Russia Cemento (indoor) Singolare - Doppio                       | Tier I    | Nathalie Tauziat 2-6, 6-4, 6-1                | Barbara Schett                         | Lisa Raymond Dominique van Roost         | Ai Sugiyama Anke Huber Julie Halard-Decugis Silvia Farina               |
| 18 ottobre | Kremlin Cup 1999 Mosca, Russia Cemento (indoor) Singolare - Doppio                       | Tier I    | Lisa Raymond Rennae Stubbs 6-1, 6-0           | Julie Halard-Decugis Anke Huber        | Lisa Raymond Dominique van Roost         | Ai Sugiyama Anke Huber Julie Halard-Decugis Silvia Farina               |
| 18 ottobre | WTA Bratislava 1999 Bratislava, Slovacchia Cemento indoor Singolare - Doppio             | Tier IV   | Amélie Mauresmo 6-3, 6-3                      | Kim Clijsters                          | Kveta Hrdlicková Nathalie Dechy          | Barbara Schwartz Karina Habšudová Sabine Appelmans Ol'ga Barabanščikova |
| 18 ottobre | WTA Bratislava 1999 Bratislava, Slovacchia Cemento indoor Singolare - Doppio             | Tier IV   | Kim Clijsters Laurence Courtois 6-2, 3-6, 7-5 | Ol'ga Barabanščikova Lilia Osterloh    | Kveta Hrdlicková Nathalie Dechy          | Barbara Schwartz Karina Habšudová Sabine Appelmans Ol'ga Barabanščikova |
| 25 ottobre | Generali Ladies Linz 1999 Linz, Austria Cemento (indoor) Singolare - Doppio              | Tier II   | Mary Pierce 7–6(2), 6-1                       | Sandrine Testud                        | Amélie Mauresmo Sarah Pitkowski          | Irina Spîrlea Barbara Schwartz Nathalie Tauziat Denisa Chládková        |
| 25 ottobre | Generali Ladies Linz 1999 Linz, Austria Cemento (indoor) Singolare - Doppio              | Tier II   | Irina Spîrlea Caroline Vis 6-4, 6-3           | Tina Križan Larisa Neiland             | Amélie Mauresmo Sarah Pitkowski          | Irina Spîrlea Barbara Schwartz Nathalie Tauziat Denisa Chládková        |

## Novembre
| Settimana   | Torneo                                                                                    | Categoria                              | Vincitrici                                | Finaliste                               | Semifinaliste                   | Eliminate ai quarti                                                     |
| ----------- | ----------------------------------------------------------------------------------------- | -------------------------------------- | ----------------------------------------- | --------------------------------------- | ------------------------------- | ----------------------------------------------------------------------- |
| 1º novembre | Sparkassen Cup 1999 Lipsia, Germania Sintetico indoor Singolare - Doppio                  | Tier II                                | Nathalie Tauziat 6-1, 6-3                 | Kveta Hrdlicková                        | Mary Pierce Anke Huber          | Conchita Martínez Sabine Appelmans Anne-Gaëlle Sidot Anna Kurnikova     |
| 1º novembre | Sparkassen Cup 1999 Lipsia, Germania Sintetico indoor Singolare - Doppio                  | Tier II                                | Mary Pierce Larisa Neiland 6-4, 6-3       | Elena Lichovceva Ai Sugiyama            | Mary Pierce Anke Huber          | Conchita Martínez Sabine Appelmans Anne-Gaëlle Sidot Anna Kurnikova     |
| 1º novembre | Bell Challenge 1999 Québec, Canada Cemento (indoor) Singolare - Doppio                    | Tier III                               | Jennifer Capriati 4-6, 6-1, 6-2           | Chanda Rubin                            | Tara Snyder Amy Frazier         | Cara Black Mashona Washington Lisa Raymond Justine Henin                |
| 1º novembre | Bell Challenge 1999 Québec, Canada Cemento (indoor) Singolare - Doppio                    | Tier III                               | Amy Frazier Katie Schlukebir 6-2, 6-3     | Cara Black Debbie Graham                | Tara Snyder Amy Frazier         | Cara Black Mashona Washington Lisa Raymond Justine Henin                |
| 8 novembre  | Advanta Championships Philadelphia 1999 Filadelfia, USA Cemento indoor Singolare - Doppio | Tier II                                | Lindsay Davenport 6-3, 6-4                | Martina Hingis                          | Nathalie Tauziat Venus Williams | Amy Frazier Lisa Raymond Sandrine Testud Julie Halard-Decugis           |
| 8 novembre  | Advanta Championships Philadelphia 1999 Filadelfia, USA Cemento indoor Singolare - Doppio | Tier II                                | Lisa Raymond Rennae Stubbs 6-1, 7–6(2)    | Chanda Rubin Sandrine Testud            | Nathalie Tauziat Venus Williams | Amy Frazier Lisa Raymond Sandrine Testud Julie Halard-Decugis           |
| 8 novembre  | Commonwealth Bank Tennis Classic 1999 Malaysia, Kuala Lumpur Cemento Singolare - Doppio   | Tier III                               | Åsa Svensson 6-2, 6-4                     | Erika de Lone                           | Joannette Kruger Rita Grande    | Anastasija Myskina Kristina Brandi Amélie Cocheteux Tamarine Tanasugarn |
| 8 novembre  | Commonwealth Bank Tennis Classic 1999 Malaysia, Kuala Lumpur Cemento Singolare - Doppio   | Tier III                               | Jelena Kostanić Tina Pisnik 3-6, 6-2, 6-4 | Rika Hiraki Yuka Yoshida                | Joannette Kruger Rita Grande    | Anastasija Myskina Kristina Brandi Amélie Cocheteux Tamarine Tanasugarn |
| 15 novembre | WTA Tour Championships 1999 New York, USA Sintetico indoor Singolare - Doppio             |                                        | Lindsay Davenport 6-4, 6-2                | Martina Hingis                          | Venus Williams Nathalie Tauziat | Mary Pierce Barbara Schett Dominique van Roost Anke Huber               |
| 15 novembre | WTA Tour Championships 1999 New York, USA Sintetico indoor Singolare - Doppio             | Martina Hingis Anna Kurnikova 6-4, 6-4 | Arantxa Sánchez Vicario Larisa Neiland    |                                         | Venus Williams Nathalie Tauziat | Mary Pierce Barbara Schett Dominique van Roost Anke Huber               |
| 15 novembre | Pattaya Women's Open 1999 Pattaya, Thailandia Cemento Singolare - Doppio                  | Tier IV                                | Magdalena Maleeva 4-6, 6-1, 6-2           | Anne Kremer                             | Silvija Talaja Denisa Chládková | Nicole Pratt Åsa Svensson Joannette Kruger Rita Grande                  |
| 15 novembre | Pattaya Women's Open 1999 Pattaya, Thailandia Cemento Singolare - Doppio                  | Tier IV                                | Émilie Loit Åsa Svensson 6-1, 6-4         | Evgenija Kulikovskaja Patricia Wartusch | Silvija Talaja Denisa Chládková | Nicole Pratt Åsa Svensson Joannette Kruger Rita Grande                  |

## Dicembre
Nessun evento

## Ranking a fine anno
Nelle due tabelle sono presenti le prime dieci tenniste di entrambe le specialità a fine stagione.

### Singolare
| #   | Giocatrice           | Punti | Rank. 1998 | /       |
| 1.  | Martina Hingis       | 6.074 | 2          | 1       |
| 2.  | Lindsay Davenport    | 4.841 | 1          | 1       |
| 3.  | Venus Williams       | 4.378 | 5          | 2       |
| 4.  | Serena Williams      | 3.021 | 20         | 16      |
| 5.  | Mary Pierce          | 2.658 | 7          | 2       |
| 6.  | Monica Seles         | 2.310 | 6          | Stabile |
| 7.  | Nathalie Tauziat     | 2.213 | 10         | 3       |
| 8.  | Barbara Schett       | 2.188 | 23         | 15      |
| 9.  | Julie Halard-Decugis | 1.977 | 22         | 13      |
| 10. | Amélie Mauresmo      | 1.906 | 29         | 19      |

### Doppio
| #   | Giocatrice              | Punti | Rank. 1998 | /       |
| 1.  | Anna Kournikova         | 3.119 | 10         | 9       |
| 2.  | Martina Hingis          | 3.106 | 2          | Stabile |
| 3.  | Larisa Neiland          | 2.997 | 11         | 8       |
| 4.  | Lindsay Davenport       | 2.959 | 4          | Stabile |
| 5.  | Lisa Raymond            | 2.667 | 5          | Stabile |
| 6.  | Corina Morariu          | 2.522 | 39         | 33      |
| 7.  | Rennae Stubbs           | 2.522 | 5          | 2       |
| 8.  | Elena Likhovtseva       | 2.359 | 8          | 1       |
| 9.  | Arantxa Sánchez Vicario | 2.319 | 12         | 3       |
| 10. | Venus Williams          | 2.291 | 36         | 26      |
| 10. | Serena Williams         | 2.291 | 36         | 26      |